# 久保継成
久保 継成（くぼ つぐなり、1936年（昭和11年）7月24日 - 2019年（令和元年）11月3日）は、日本の宗教者、仏教学者。霊友会第二代会長、在家仏教こころの会会長、在家仏教こころの研究所代表を務めた。東京生まれ。
国際仏教学会会員、日本印度学仏教学会会員、日本宗教学会会員。

## 略歴
- 1936年（昭和11年） 東京都港区芝神谷町（現：虎ノ門5丁目）に、霊友会創立者久保角太郎の次男として生まれる。
- 港区立麻布小、私立麻布中学校・高等学校を経て、東京大学文学部印度哲学梵文学科で仏教を学ぶ。67年同大学大学院博士課程中退後、立正大学仏教学部講師を務める。
- 1964年（昭和39年） 学校法人明法学院（明法中学・高等学校）創立。理事長、教諭として学校教育を通じた社会奉仕に邁進。同年、霊友会青年部担当理事に就任し、青少年の育成に力を注ぐ。
- 1971年（昭和46年）2月 第2代霊友会会長に就任。「いんなあとりっぷ・人間の心にかえろう」キャンペーンを打ち出し、世の注目を浴びる。
- 1980年（昭和55年） 「魂の開発運動」を日本および世界各地において唱導し、在家主義仏教を広く根付かせた。
- 1982年（昭和57年） 国際仏教学研究所を設立、代表に就任。
- 1985年（昭和60年）2月 『法華経菩薩思想の基礎』で立正大学文学博士。
- 1993年（平成5年）11月 霊友会会長を辞任。
- 1995年（平成7年）12月 学校法人・国際仏教学大学院大学を設立。同大学理事に就任。
- 1996年（平成8年）
  - 4月 国際仏教学大学院大学開学。同大学付置研究所代表に就任。
  - 6月 霊友会本部釈迦殿にて行われている定例行事「在家のつどい」にて霊友会会長復活宣言を行う。久保氏会長復活支持派と反対派で会が分裂し復活支持派の会長に就任。
- 2004年（平成16年）
  - 8月 在家仏教こころの会を創立、会長に就任。
  - 11月 在家仏教こころの研究所を設立、代表に就任。
- 2019年（令和元年）11月3日、死去。83歳没

## 著作
- 『いんなあとりっぷ - 人間の心にかえろう』編（サンケイ新聞社出版局、1971年）
- 『わが未完成宣言』（講談社、1973年）
- 『自分という財産 真実の愛へ他人からの出発』祥伝社ノン・ブック 1975
- 『こんにちはお釈迦さま -“夜明け前"の対話』（三学出版、1978年）
- 『在家主義仏教のすすめ - 迷妄の現代を生きるために』（いんなあとりっぷ社、1978年）
- 『二人四脚 - 夫と妻・男と女・親のあり方を問う』（PHP研究所、1979年）
- 『人間教育のすすめ - 青春のつまづきに悩む子と親のために』（学習研究社、1980年）
- 『これからの日本人と仏教』（角川書店、1984年）
- 『法華経菩薩思想の基礎』（春秋社、1987年）
- 『自ら人生を拓く - 法華経とともに』（春秋社、2002年）
- 『法華経はなにを説くのか』（春秋社、2008年）
- 『智慧の世界へ』在家仏教こころの会 2012

### 翻訳
- 『法華経』1-6（久保克児との共訳、一陽社、1999年-）